# 鈴木市蔵
鈴木 市蔵（すずき いちぞう、1910年3月25日 - 2006年1月29日）は、労働運動家・政治家。元参議院議員・国鉄労働組合副委員長。

## 経歴
神奈川県真鶴町生まれ。日本プロレタリア科学同盟を経て1935年に鉄道省へ入省。品川検車区勤務から品川客貨車区の指導助役を務める。1946年（昭和21年）に品川客貨車区労働組合を結成し組合長に就任。翌1947年（昭和22年）の「二・一ゼネスト」では中央闘争副委員長としてストを主導した。1949年（昭和24年）に国労琴平大会で副委員長に就任。行政機関職員定員法（1949年（昭和24年）5月31日公布）によって免職される。その後日本共産党に加入し、1950年（昭和25年）に党臨時中央指導部員、1955年に（昭和30）労働組合部長・幹部会委員を歴任する。党労働組合対策部長であった1962年（昭和37年）に参院選全国区から立候補し当選。
しかし、1964年、党の方針に反して部分的核実験停止条約批准に賛成の姿勢を示した。このため、同じく条約批准に賛成し、すでに5月15日の衆議院本会議での採決で賛成票を投じて党所属議員としての権利停止処分を受けていた衆議院議員志賀義雄と共に、同年5月21日の日本共産党第8回中央委員会総会で除名処分を受ける（翌5月22日発表）。同年5月25日の参議院本会議における部分的核実験停止条約批准の採決では賛成票を投じる。その後、志賀・神山茂夫・中野重治らと「日本のこえ」を結成。
任期満了にともなう1968年の第8回参議院議員通常選挙には出馬せず、議員活動を終えた。

## 主要著作
- 『占領下の労働運動-国鉄労働者の栄光と挫折-』（占領史研究会、1983年）久米 茂と共著。
- 『下山事件前後 : レッドパージと国鉄労働運動』（亜紀書房、1981年）
  - 『下山事件前後』として五月書房より2003年に復刊。
- 『証言2・1ゼネスト』（亜紀書房、1979年）
- 『みなさんに訴える-共産主義者の良心と信念- 』（刀江書院、1964年）志賀義雄と共著。
- 『シグナルは消えず-国鉄闘争秘録-』（五月書房、1949年）